# Jan Rzymełka (duchowny)
Jan Rzymełka (ur. 18 września 1877 w Katowicach-Józefowcu, zm. 2 maja 1960) – polski duchowny katolicki i misjonarz, śląski działacz plebiscytowy .

## Życiorys
Urodził się w rodzinie Jana i Michaliny z domu Wolf. Od wczesnych lat przejawiał głęboką wrażliwość religijną oraz zainteresowanie nauką. W wieku 14 lat wstąpił do Zgromadzenia Księży Misjonarzy Prowincji Krakowskiej.
Rozpoczął naukę w Małym Seminarium Księży Misjonarzy na Kleparzu w Krakowie, a następnie kontynuował edukację w Wielkim Seminarium. W 1901 roku zdał eksternistycznie maturę w prestiżowym Gimnazjum św. Anny w Krakowie, które ukończyli również inni wybitni Polacy, jak Stanisław Wyspiański. 6 lipca 1902 roku, po ukończeniu studiów seminaryjnych, przyjął święcenia kapłańskie z rąk kardynała Jana Puzyny w Katedrze na Wawelu.
Po święceniach kapłańskich był kapelanem w Domu Ubogich. Studiował historię kościoła, geografię i historię prawa na Uniwersytecie Jagiellońskim (1902–1906), jednocześnie ucząc w Małym Seminarium Księży Misjonarzy i kierując stowarzyszeniem charytatywnym. Redagował pisma, w tym kwartalnik „Miłosierdzie Chrześcijańskie”, publikując artykuły pod różnymi pseudonimami, np. „Kapłan Górnośląski”. W latach 1905-1919 wykładał w Seminarium Duchownym na Stradomiu oraz uczył w krakowskich szkołach.
18 października 1921 roku ks. Jan Rzymełka wyjechał do Brazylii, by pełnić posługę duszpasterską wśród polskich emigrantów. Warunki, które zastał w Brazylii, były trudne – rozproszone społeczności polonijne zmagały się z izolacją, brakiem wsparcia i zanikiem języka polskiego. Ks. Rzymełka z ogromnym zaangażowaniem scalał te społeczności, zakładając organizację „Oświata”, której był twórcą i prezesem. Organizacja rozwijała polskie szkolnictwo, organizowała odczyty, spotkania, kursy dla nauczycieli, przedstawienia teatralne, a także biblioteki. Dzięki jego wysiłkom udało się także postawić na nogi zadłużony i podupadający polonijny tygodnik „Lud”. Ks. Rzymełka wydawał liczne podręczniki szkolne i naukowe, a wspólnie z ks. St. Piaseckim przygotował antologię literatury i słownik polsko-brazylijski.
Po powrocie do Polski Jan Rzymełka objął funkcję superiora Księży Misjonarzy oraz proboszcza parafii św. Krzyża w Warszawie. W czasie II wojny światowej odegrał kluczową rolę w organizacji pomocy dla ludności żydowskiej, współpracując z ks. Leopoldem Petrzykiem i ks. Leonem Więckiewiczem. Pomoc ta obejmowała m.in. wsparcie dla Żydów przebywających w warszawskim getcie.
Po zamachu na gen. Kutscherę został wraz wieloma innymi duchownymi w Warszawie, aresztowany 7 lutego 1944. Przebywał na Pawiaku, a następnie umieszczono go w obozie koncentracyjnym Gross-Rosen. Po ewakuacji obozu, trafił do obozu Dora-Nordhausen, a następnie do Bergen-Belsen. Został uwolniony przez Anglików 15 kwietnia 1945. Wrócił do kraju w 1946 roku. Został spowiednikiem zgromadzeń zakonnych sióstr loretanek, wizytek i dyrektorem Stowarzyszenia Dzieci Maryi.
Jego imieniem nazwano ulicę w Katowicach-Wełnowcu. W 1976 roku w Kurytybie nazwano jego imieniem jeden z placów w tym mieście.